# مارك رولاندز
مارك رولاندز (بالإنجليزية Mark Rowlands) هو من مواليد 1962، وهو كاتب وفيلسوف ويلزي. وهو أستاذ الفلسفة في جامعة ميامي، ومؤلف العديد من الكتب حول فلسفة العقل، والوضع الأخلاقي للحيوانات غير البشرية، والنقد الثقافي. وهو معروف في الفلسفة الأكاديمية بعمله في العقل الحيواني، وهو أحد المهندسين الرئيسيين للرأي المعروف باسم خارجي السيارة، أو العقل الموسع، وهو الرأي القائل بأنه يمكن تخزين الأفكار والذكريات والرغبات والمعتقدات خارج الدماغ والجمجمة. وتشمل أعماله
حقوق الحيوان (1998)، والجسم في الاعتبار (1999)، وطبيعة الوعي (2001)، والحيوانات مثلنا (2002)، ومذكرات شخصية، الفيلسوف والذئب (2008).
ولد رولاندز في نيوبورت- ويلز، وبدأ دراسته الجامعية في الهندسة في جامعة مانشستر قبل أن يتغير إلى الفلسفة. حصل على درجة الدكتوراه في الفلسفة من جامعة أكسفورد، وشغل مناصب أكاديمية مختلفة في الفلسفة في بريطانيا وأيرلندا والولايات المتحدة.
عمله الأكثر شهرة هو مذكراته الدولية الأكثر مبيعًا، الفيلسوف والذئب، عن العقد الذي قضاه في العيش والسفر مع الذئب. كما كتب جوناثان ديربيشاير في تقييمه لصحيفة الجارديان، «من الأفضل أن يُوصف بأنه السيرة الذاتية لفكرة، أو بالأحرى مجموعة من الأفكار ذات الصلة، حول العلاقة بين الحيوانات البشرية وغير البشرية.»  كتب جوليان باجيني في فاينانشيال تايمز أنها كانت «صورة رائعة للسندات التي يمكن أن توجد بين إنسان ووحش». أضاف مارك فيرنون في ملحق التايمز الأدبي أنه «يمكن أن يصبح كلاسيكياً من عبادة الفلسفية.» 

## قائمة المراجع
- Supervenience and Materialism, Ashgate, 1995.
- Animal Rights: A Philosophical Defence, Macmillan/St Martin's Press, 1998. (ردمك 978-0-333-71131-6)
- The Body in Mind: Understanding Cognitive Processes, Cambridge University Press, 1999. (ردمك 978-0-521-04979-5)
- The Environmental Crisis: Understanding the Value of Nature, Macmillan/St Martin's Press, 2000.
- The Nature of Consciousness, Cambridge University Press, 2001. (ردمك 978-0-521-03947-5)
- Animals Like Us, Verso, 2002. (ردمك 978-1-85984-386-4)
- Externalism: Putting Mind and World Back Together Again, Acumen/McGill-Queen's University Press, 2003. (ردمك 978-1-902683-78-2)
- The Philosopher at the End of the Universe, Ebury/Random House, 2003 (ردمك 978-0-09-190388-6); retitled Sci-Phi: Philosophy from Socrates to Schwarzenegger, 2nd edition (ردمك 978-0-312-32236-6)
- Everything I Know I Learned From TV: Philosophy for the Unrepentant Couch Potato, Ebury/Random House, 2005 (ردمك 978-0-09-189835-9)
- Body Language: Representing in Action, MIT Press, 2006.
- Fame, Acumen 2008. (ردمك 978-1-84465-157-3)
- The Philosopher and the Wolf, Granta, 2008. (ردمك 978-1-84708-059-2)
- The New Science of the Mind, MIT Press, 2010. (ردمك 978-0-262-01455-7)
- Can Animals be Moral? Oxford University Press, 2012 (ردمك 978-0-19-984200-1)
- Running with the Pack, Granta, 2013 (ردمك 978-1847082022)